# آدم فيرجاسن
آدم فيرجاسن هو صحفي وسياسي بريطاني، ولد في 10 يوليو 1932. نشط حزبياً في حزب المحافظين. في انتخابات البرلمان الأوروبي 1979، انتخب عضو في البرلمان الأوروبي عن دائرة Strathclyde West (European Parliament constituency) ‏ لترشحه ضمن قائمة حزب المحافظين، وقد انضم خلال فترته النيابية (17 يوليو 1979 – 23 يوليو 1984) للكتلة البرلمانية الديمقراطيون الأوروبيون ‏.